# Mormopterus minutus
El murciélago de la Jata (Mormopterus minutus) es una especie de murciélago de la familia Molossidae.

## Distribución geográfica
Es endémica de Cuba.